# 中华门站 (中国铁路)
中华门站位于南京市中华门应天大街339号，曾于1998年至2011年间改称南京南站，为宁铜铁路上重要车站之一。中华门站距离南京站33公里。车站有站台2座、到发线3条（含正线）、调车线5条，货场2个。
截至2018年7月1日全国铁路大调图，该站有2列旅客列车停靠并办理铁路职工通勤业务；车站货场办理整车货运到发业务，同时有数对经由京沪、宁铜、铜九、皖赣、宣杭以及淮南铁路的既有线客货运列车通过该站或于该站待避。宁铜铁路南京市区段改线工程实施后，本站将被撤销。

## 历史

### 初建
1935年4月江南铁路（宁铜线以及皖贛铁路芜湖至宣城孙家埠段的前身）建成通车时，中华门车站因征地问题未能与当地居民达成一致而未能建设，故江南铁路公司只能在中华门西侧的五贵里搭建临时车站以方便上下车的旅客候车。1935年5月15日，五贵里临时车站开始运营，第一列自芜湖始发到此的列车开始停靠本站:105。
1935年7月17日，江南铁路公司开始对中华门车站的站址进行再次勘测并准备动工。但在建设方开始动工的第3天，又遭到了当地棚户居民的游行和反对。其中一些棚户主甚至游行至雨花路西侧的西街处，打砸抢负责本站的铁路线路施工作业的四分段办公处。随后部分民众又将四分段办公处的办公人员，绑架到秦淮区（第四区）公所前再次抗议示威。受此影响，江南铁路公司不得不终止站房施工，直至总经理张静江呈报南京市政府、并给予拆迁居民赔偿土地费用并妥善安置之后，才得以继续修建本站。
1936年3月15日，中华门站建成并正式运营，成为江南铁路的北端终点站:105；同时车站在南京城南的养虎巷和1905年修筑的京市铁路接轨:207。当时车站设有二层站房一座，站内有土质站台1座，以客运为主，兼办零担货运业务。当年发送旅客36.73万人。
1935年下半年，为了扩大运营，连接京沪铁路，公司与京沪铁路局合议修建尧化门至中华门间联络线，长22.05公里，设有仙鹤门（今沧波门站）与光华门站两站。其中光华门站至中华门站间6.66公里由江南铁路公司修筑，余为京沪铁路局承建。联络线于1936年2月竣工，4月1日正式接轨通车，并开始运营与原京沪铁路（现京沪铁路沪宁段）直通的跨线客货运直达列车:105。

### 战争破坏
1937年12月日军进攻南京前夕，京芜线路轨奉铁道部运输司令部指令被分段拆除。12月7日中华门站东侧的雨花路铁路平交道口处，因遭到侵华日军松井石根部队的对雨花台强行攻击的炮火轰炸而损坏。12月9日，中华门站的员工和部分设备等，和江南铁路公司其他人员一道南下芜湖。苏、皖在日军占领期间，日军铁道队修复了全线，并改名南宁线，起点站设于下关车站（经京市铁路）:207。
1945年8月日军投降后。江南铁路重新接管中华门火车站后，对站内线路设施作了部分整治并于当月底恢复至孙家埠站的运输。
1946年1月24日，中华民国总统蒋中正训令交通部拆除中华门站站内客货运设施，以及江南铁路京芜段100公里线路的钢轨、枕木及配件，用于抢修陇海、津浦遭破坏的铁路。截至1946年2月25日，中华门站以及京芜间钢轨、枕木、配件及号志等，全部拆除完毕，中华门站改为汽车站。此后，江南铁路公司多次派员向国民政府交通部交涉复路问题。1948年1月，中华民国交通部向中国、交通两银行借款80万美元，从美国购进70磅/码（34.7公斤/米）新轨9630吨、枕木、配件和10辆钢皮车，7月12日自中华门站端开始铺轨，8月27日复轨完工，9月1日恢复通车，但未复建尧化门至中华门站联络线。中华门站恢复正常客货运的运营。
1948年年底至1949年初，由于中华门车站以及江南铁路公司的高层领导人士收到淮海战役影响相继出走，车站以及该段铁路的运营秩序混乱，只能依靠江南铁路公司员工于1949年初自发产生“七人管理委员会”维持运营。1949年4月23日，芜湖、南京两地分别被渡过长江的解放军占领，江南铁路公司随之解体:106。

### 改建
1958年，中华门站扩建了候车室，新建了车站出口，货场，高站台和售票处等客货运设施；完成后车站站线8股，到发线两股:386。同年，尧化门站至中华门站的联络线开始复建。至此，南京至芜湖的列车部分由南京站）始发。
1959年11月至1960年12月，上海铁路局对宁芜线进行技术改造时对中华门车站进行了改扩建，将站内各股道的长度由450米延长至600米:106。1964年又扩建车站货场。
1971年12月，上海铁路局工务段新建车站到发线一处，牵出线一处，并改善股道设计。
1987年，货运站场改为客运站场。1988年年初，货场新征地工作结束。1995年12月18日，初期工程的衔接正线开通。
1992年5月安德门货场破土动工，并于1996年12月竣工试营业、原中华门南侧货场的散装货运业务整体迁移至安德门货场，中华门北侧货场改名为一区货场，保留并继续使用至今。1997年4月，建设中华门站站内的通往二号站台的人行天桥。安德门货场1997年6月20日正式营业:279。

### 更名与取消客运

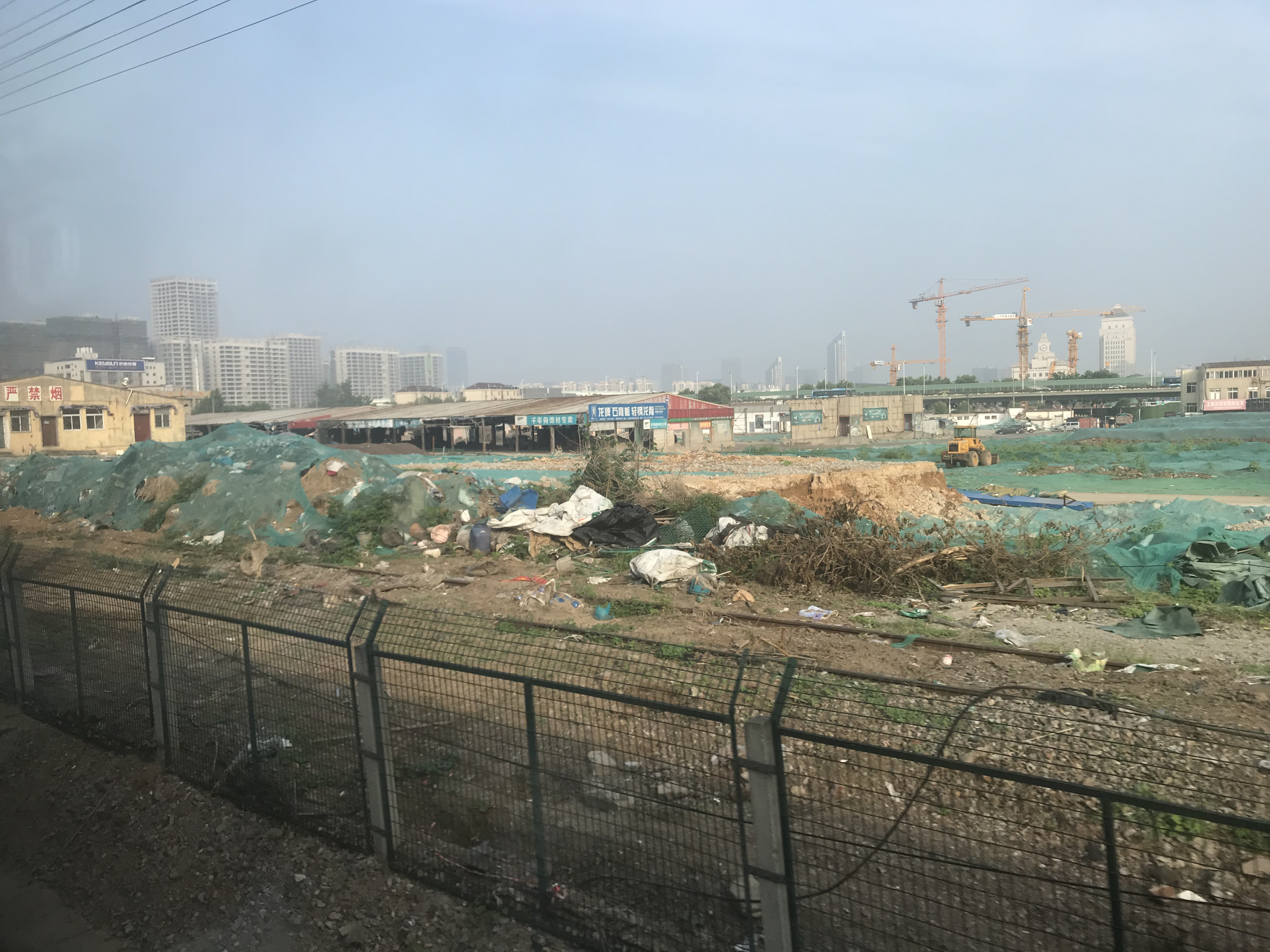
废弃的安德门货场（2019年）

1998年3月31日，中华门站开始实行联网售票。同年12月，车站名称由中华门站改为南京南站。
2000年6月，一号站台的雨棚上覆盖的防雨黄色石棉瓦层，被一次性全部更换为蓝色石棉瓦层，并一直沿用至今。
2011年1月6日：为与新开通的高铁南京南站区别，该车站恢复了沿用近70年的中华门站的旧称。同年5月，车站售票窗口开始发售磁介质车票。
2014年10月14日，根据上海铁路局电报，中华门站自该日0时起停办客运业务，但由于上海铁路局与南昌铁路局沟通上出现了问题，导致有乘客预定了10月15日南昌至中华门站的车票。因此，中华门站将停办客运业务的时间延长至10月15日，期间停靠在中华门站的列车单向办理下车业务，不办理上车。10月16日晨6:29，K1326次列车停靠中华门站，成为最后一趟停靠该站并办理客运业务的客运列车。车站停办客运后仍保留数趟旅客列车停靠办理职工通勤乘降业务。

### 管理变更
中华门站甫开通便被江南铁路公司定为一级客运站。1939年4月车站被华中铁道株式会社统管经营后被定为甲级客站，办理客货运业务。1945年8月，江南铁路在日本投降、公司复员后重新接管中华门火车站。
在京芜铁路于1949年4月23日收归国有后，中华门站的运营权由南京市军管会接管，原江南铁路京芜段改称宁芜线。车站于1953年1月改由南京铁路分局管辖，为二等客货运车站。1960年车站开始管辖宁芜线紫金山至铜井区间车站。
1972年上海铁路局撤销站区建制，中华门站改为中华门中心站，1978年又成立中华门直属站。1998年12月，中华门直属站更名南京南直属站，下辖南京南、紫金山、古雄、光华门、西善桥、江宁镇、铜井、沧波门、建宁9个车站和新建乘降所。
2005年5月23日，南京南直属站撤销，全部车站员工编制划归上海铁路局南京东直属站管辖。

## 车站设施

### 站房

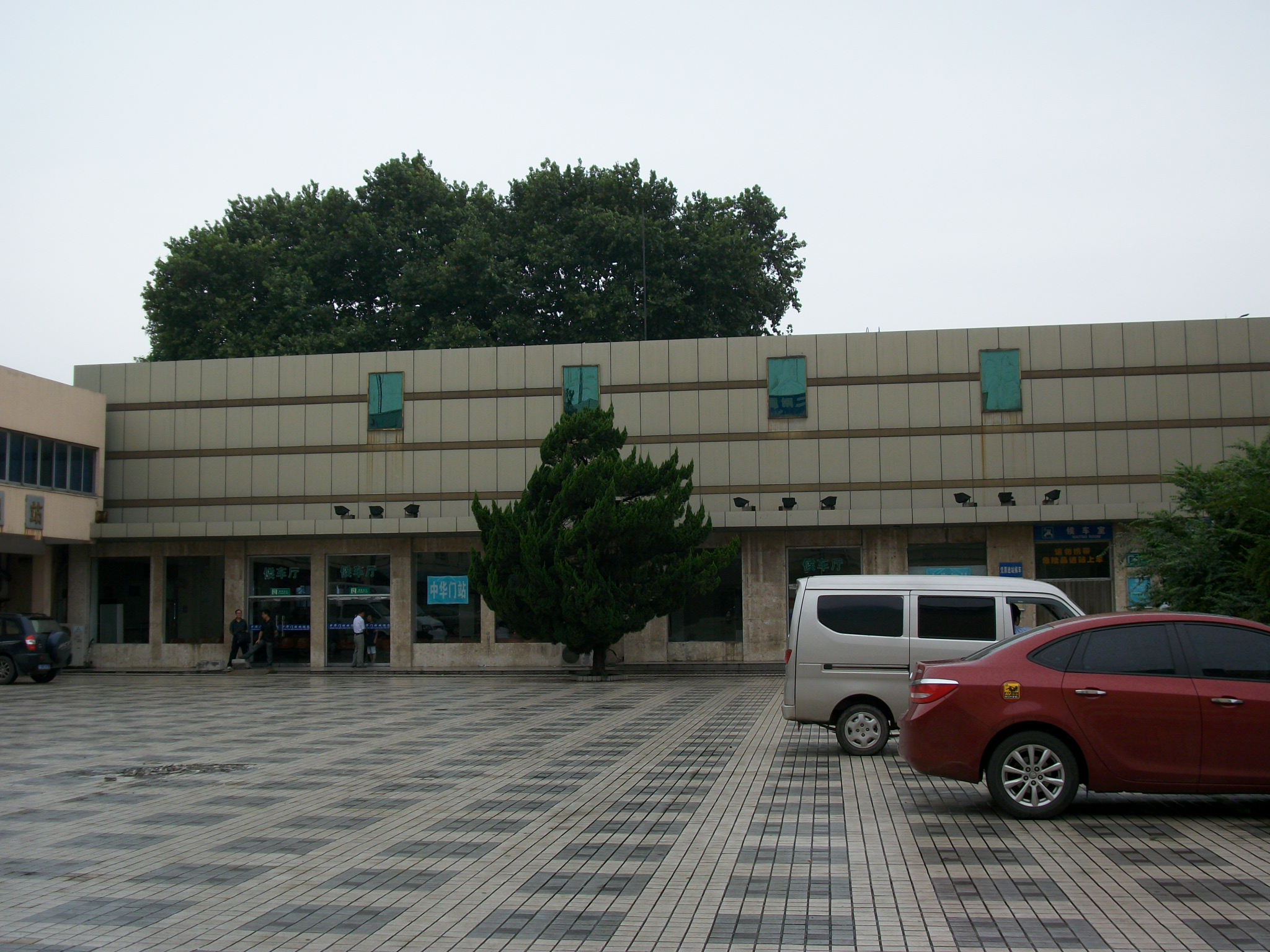
车站站房

中华门车站有两栋复合式连体平房，为江南铁路公司的张静江总裁斥资聘用上海姚记营造厂重金修建。但是外侧的连体候车室与售票房的站房建筑，其中北侧的售票厅部分，因为北侧道路拓宽以及高架桥建设，于2005年8月遭到拆除。新的售票大厅在候车室正对面，即车站广场的东侧。左侧的两个窗口改为出售长途汽车和飞机票。售票厅二楼为某医院的附设门诊部。
1998年8月，车站站台西侧，靠近地铁跨线桥边，修建增加一栋白色调度和信号楼，为两层建筑，并在2018年6月初进行了翻新工程。

### 月台布局

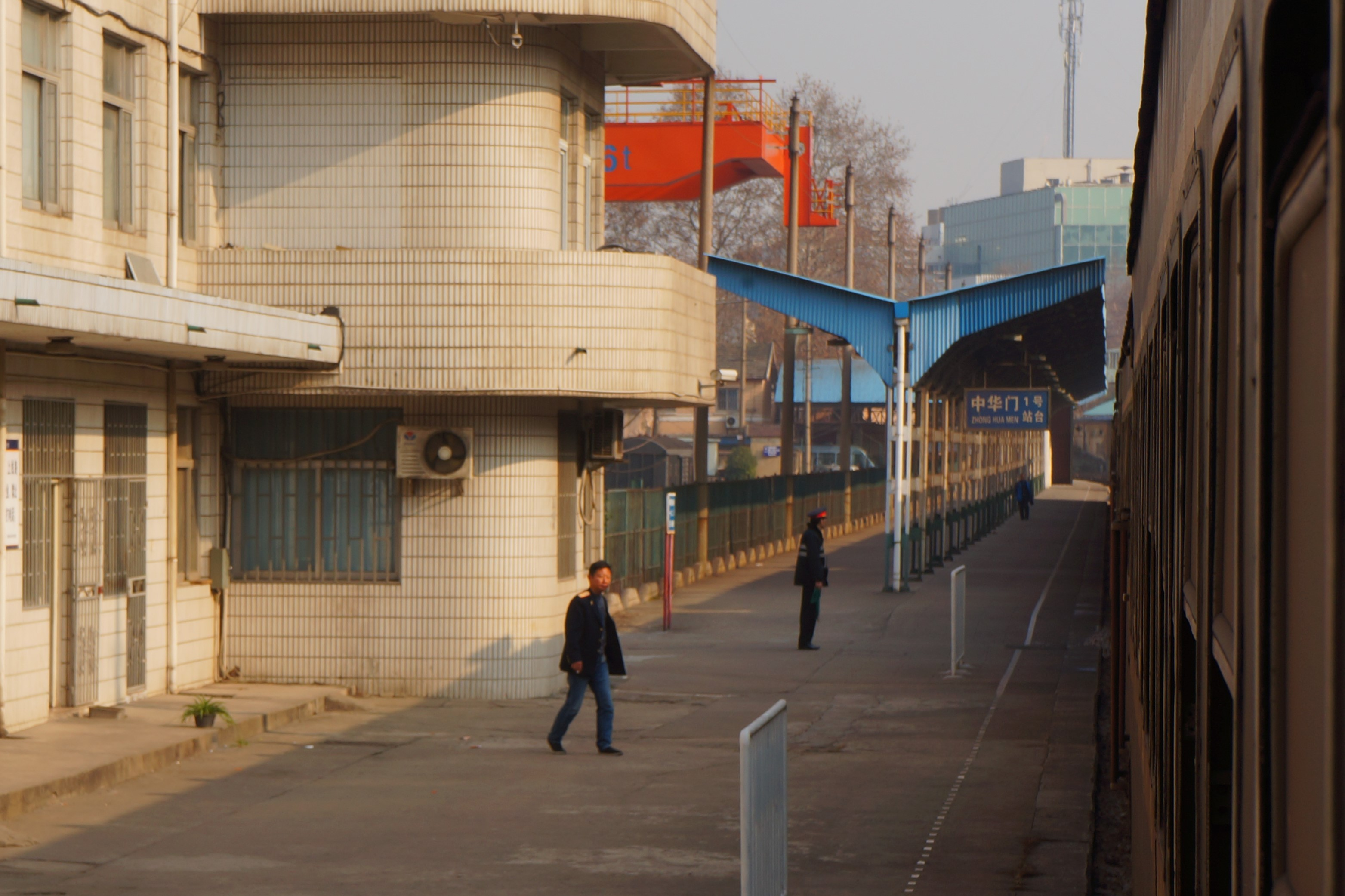
中华门站1站台

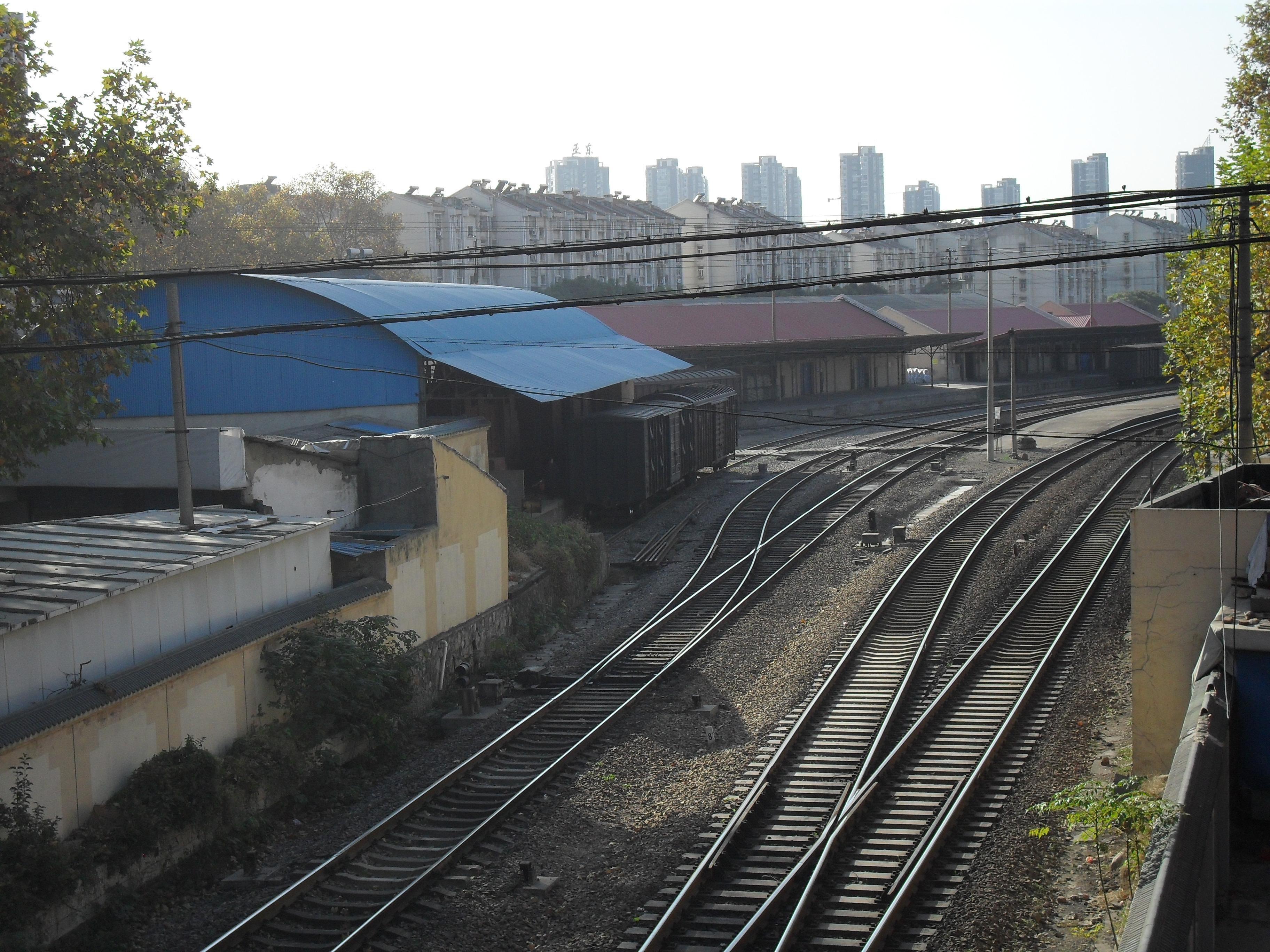
从车站附近天桥望向车站站场

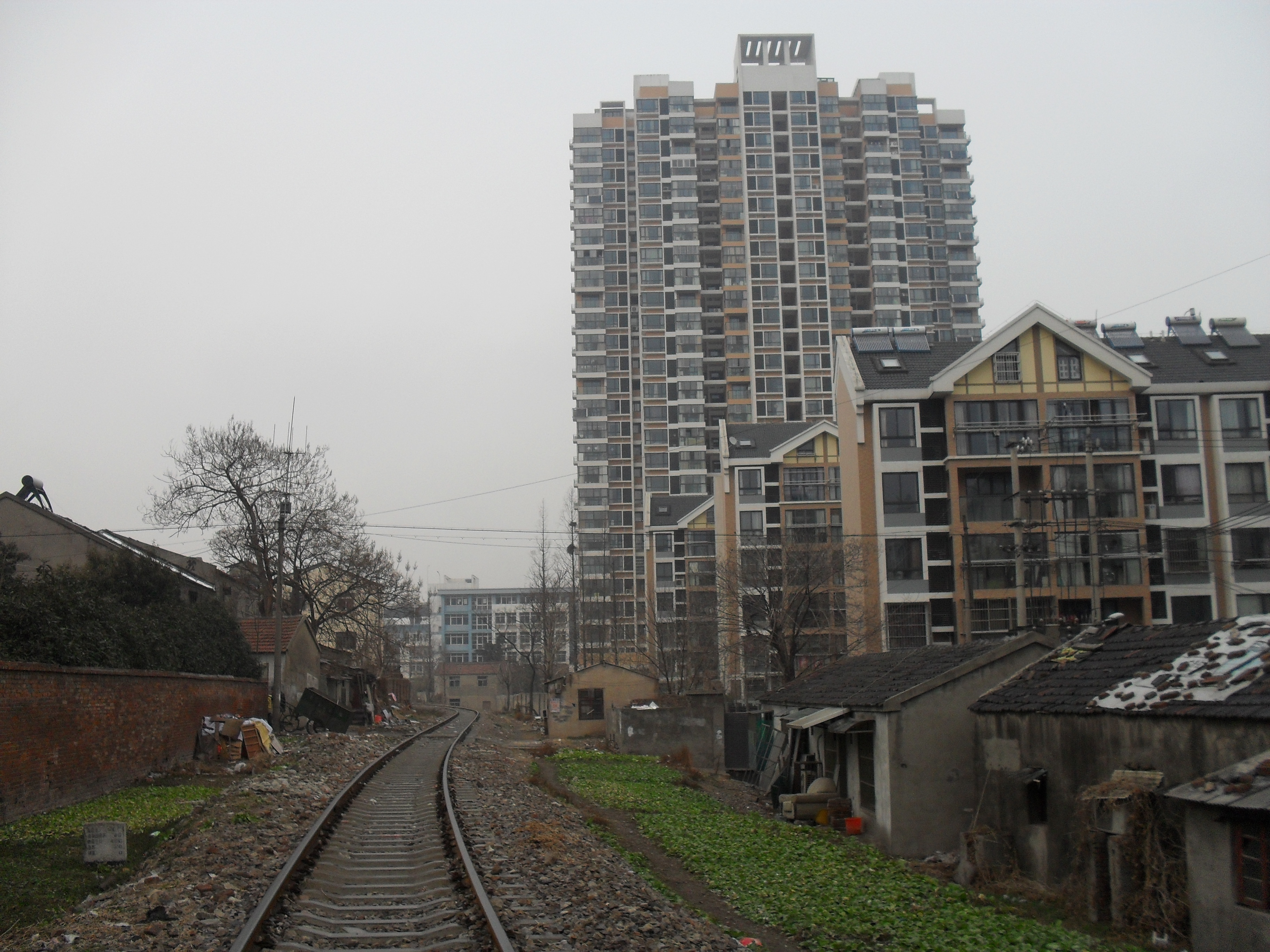
路子铺附近机场专用铁路

中华门车站月台为2台设计，从站房侧数起，一道为正线，二三四道为侧线。一站台的雨棚为张静江亲自设计，铁柱和黄色石棉瓦覆盖，并以电灯照明。中华门站设有煤炭、木材专用货场及集装箱堆积场，并设有通往南京市木材公司和南京晨光集团的专用线。车站曾经还设有通往大校场机场的专用线，建于1971年:157，机场废弃后遂停止使用，目前计划改建为有轨电车线。
| 北↑ | 出口       | 西侧500米往南京地铁1号线中华门地铁站 |  |
|     | 侧式       |                                      |  |
| 1道 | 1          |                                      |  |
| 2道 | 2          |                                      |  |
|     | 岛式       |                                      |  |
| 3道 | 2          |                                      |  |
| 4道 | 3          |                                      |  |
|     | 岛式，货运 |                                      |  |
| 5道 | 3          |                                      |  |
| 6道 | 无         |                                      |  |
| 南↓ |            |                                      |  |

## 营运状态

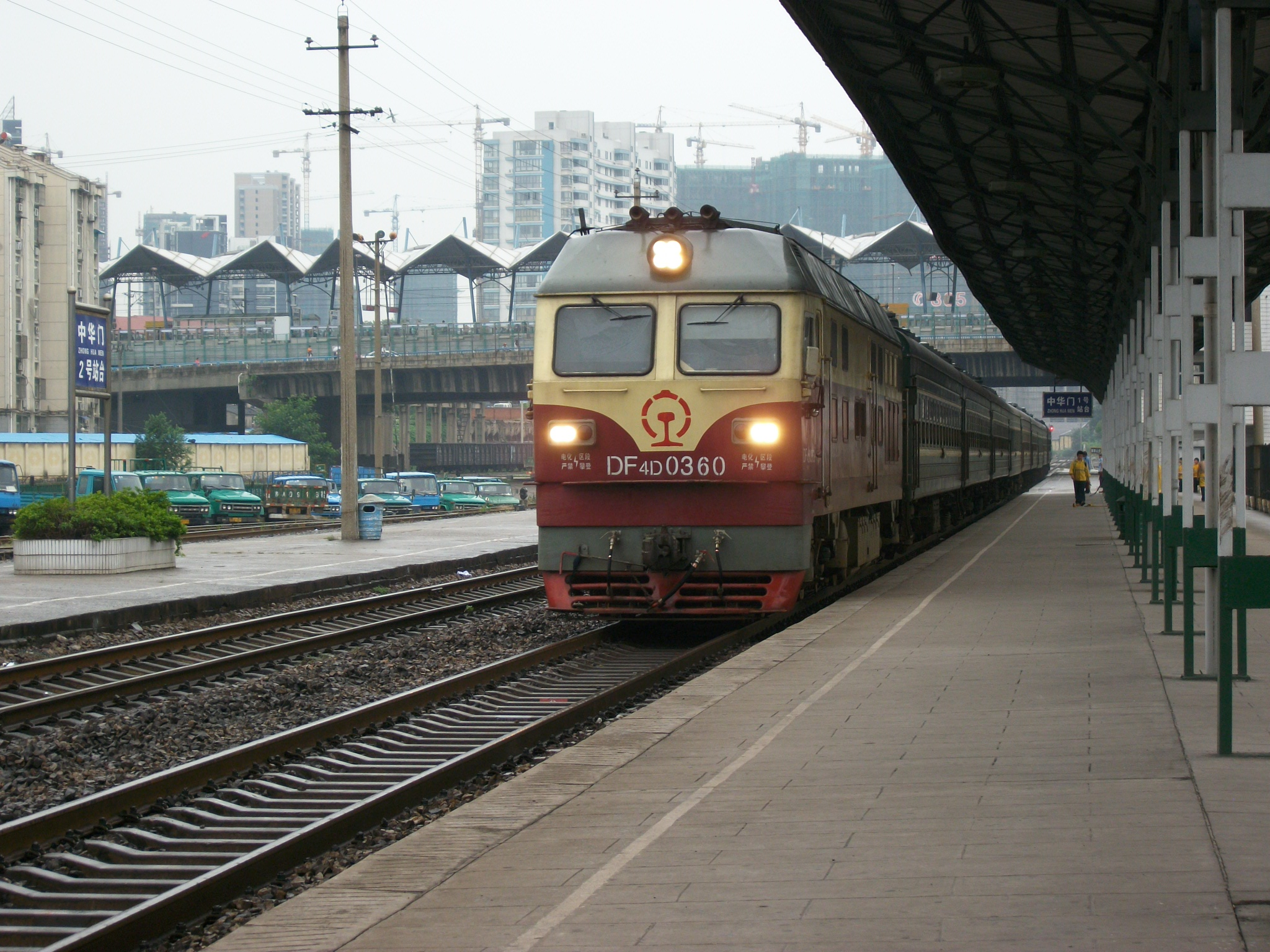
中华门站站台（DF4D牵引7102次进站）

中华门站每日通过或待避之客货运列车约100余列。该站平时办理客货运业务，也曾经办理过全国铁路联网售票业务，不少旅客乘坐宁铜上行列车时，因在中华门停车时发现有地铁接驳而决定提前下车。但自2014年10月14日0时起，该站停办客运业务，售票业务也同时终止，但保留了部分在该站办理通勤业务的列车。2016年1月10日原运行于南京—黄山区间、在该站办理通勤业务的7101/7102次列车停运后，本站下行职工通勤通勤业务由K155次，K783次，K1325次和2593次列车代为办理；上行职工通勤通勤业务由K906次、2594次列车代为办理。K1651/1654、K1652/1653次列车和K908/5、K906/7次列车分别于2016年9月10日及2018年4月10日停运后，中华门站通勤列车对数仅剩下两列：K155次和K783次。

### 货运业务
中华门站货场办理整车和集装箱货物运输，主要到发品为钢材、化工、煤炭、木材及商品车等。
安德门站货场位于车站西南侧、凤台南路75号，于1996年12月开始试营业、并于1997年6月20日正式投入使用:279，为南京地区主要的煤炭能源运转中心之一。2004年11月6日，南京威龙公司和中华门站成立亿源物流公司，将安德门货场改建为木材批发市场，以减少建材的运输成本并达到盘活铁路闲置资产、降低煤场污染的目的。安德门货场后被承租给跨世纪、亿源、新和源、军港等共4家建材市场使用，总建筑面积约16万平方米。
2020年11月，安德门铁路货运市场（一期）地块近日出让成交，由上海局集团下属的上海铁路房地产开发经营有限公司竞得，开发商业楼盘“上铁·淮风晓月”，系江苏省首宗铁路场站综合开发入市地块。安德门货场铁路土地综合开发项目二期规划为商业及学校用地，三期则为住宅用地。

## 周边交通

### 地铁

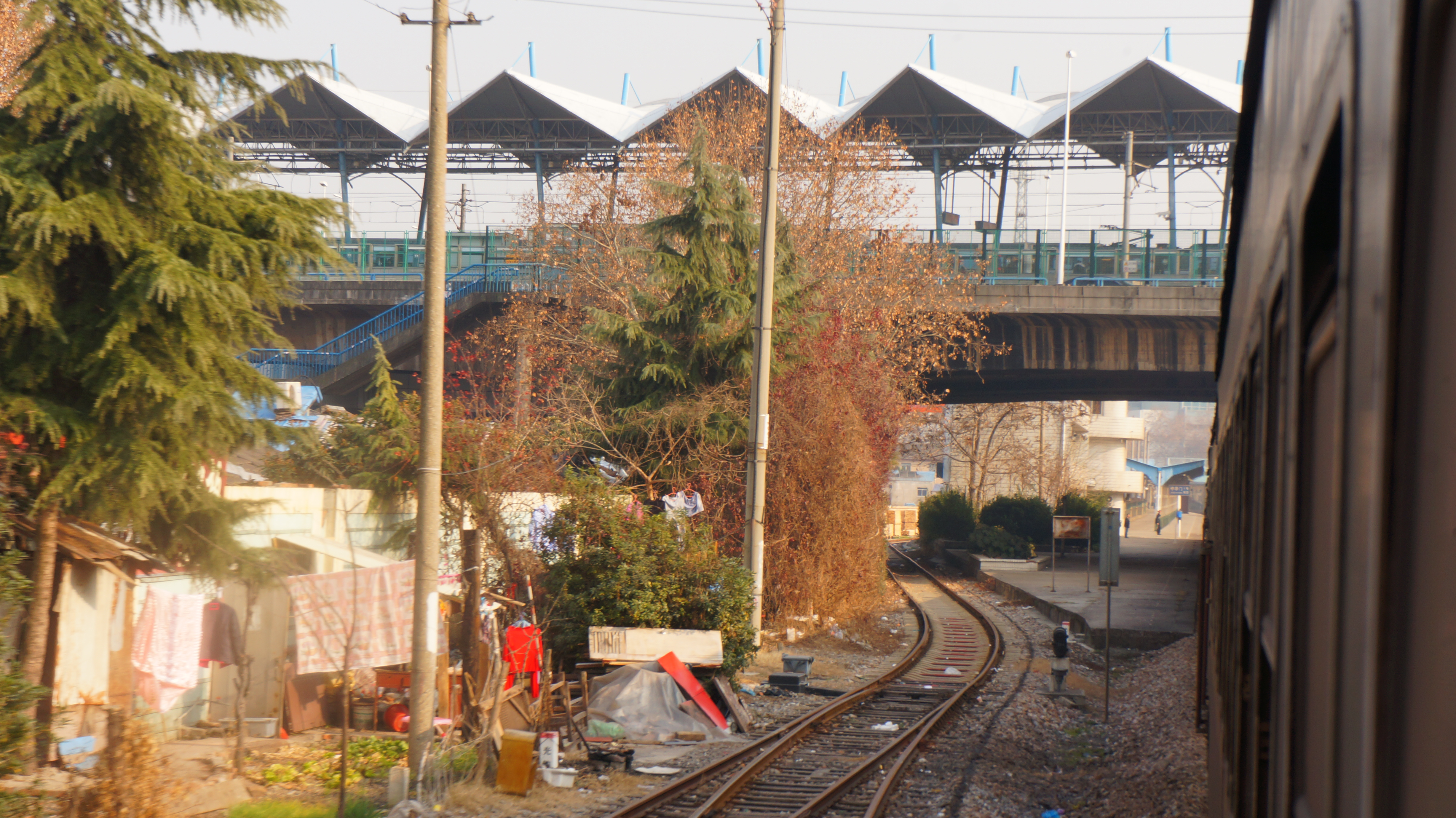
地铁中华门站与铁路中华门站呈十字交叉状，地铁站台在上方

地铁中华门站位于铁路车站西侧，距离铁路车站站房500米，和铁路站场呈十字骑跨形状。车站有南京地铁1号线经过，可经由该线路前往铁路南京站和南京南站，也可经由该线路换乘其他线路前往其他目的地。

### 公交
| 行经巴士路线一览 | 行经巴士路线一览 | 行经巴士路线一览 | 行经巴士路线一览    | 行经巴士路线一览 |
| 编号             | 路线             | 路线             | 路线                | 备注             |
| ---------------- | ---------------- | ---------------- | ------------------- | ---------------- |
| 2                | 中华门地铁站     | ⇆                | 墨香路总站          |                  |
| 16               | 龙福山庄总站     | ⇆                | 中山码头北          |                  |
| 39               | 江边路总站       | →                | 应天大街·雨花路     |                  |
| 39               | 惠民桥           | ←                | 应天大街·雨花路     |                  |
| 63               | 宁工新寓         | ⇆                | 双桥门西            |                  |
| 110              | 紫金明珠         | ⇆                | 富春江东街·云龙山路 |                  |
| 126              | 汇景西路         | →                | 棉花堤              |                  |
| 126              | 汇康路           | ←                | 棉花堤              |                  |
| 181              | 白下高新园区     | ⇆                | 中华门地铁站        |                  |
| Y2               | 雨花南路总站     | ⇆                | 幕府创新小镇        | 原 802（第一代） |

## 车站周边
- 中華門
- 中華門汽車站
- 雨花台烈士陵園

## 参阅
- 7101/7102次列车
- 南京站
- 南京西站
- 南京南站